# Buetschliidae
Famille
Les Buetschliidae sont une famille de Ciliés de la classe des Prostomatea et de l’ordre des Prostomatida.

## Étymologie
Le nom de la famille vient du genre type Buetschlia, donné en l'honneur de Otto Bütschli, biologiste allemand né en 1848 et mort en 1920.

## Description
Selon Lynn (2010), les Buetschliidae ont les caractéristiques du groupe des Archistomatina, à savoir : 

« une taille, souvent petite (< 80 µm). Une forme ovoïde à piriforme. Ils vivent en nage libre. Leur ciliation somatique est holotriche (c'est-à-dire uniforme) ou limitée à des ceintures, des touffes ou des bandes. Leurs extrusomes sont sous forme de mucocytes somatiques. Ils ont des vacuoles de concrétion, recouvertes de quatre ou cinq cinéties somatiques, présumées homologues à la brosse des ciliés haptoridés. Leur région orale est apicale avec un cytostome permanent entouré de monocinéties circumorales, très serrées et dérivées de cinéties somatiques oralisées, dites « polybrachycinéties ». La forme de leur macronoyau va d’une ellipsoïde élargie à une ellipsoïde allongée. Au moins un micronoyau est présent. Au moins une vacuole contractile est présente, mais elles sont parfois multiples. Un cytoprocte en position strictement postérieure est présent. Leur mode d’alimentation est inconnu. »

Quelques espèces de la famille des Buetschliidae
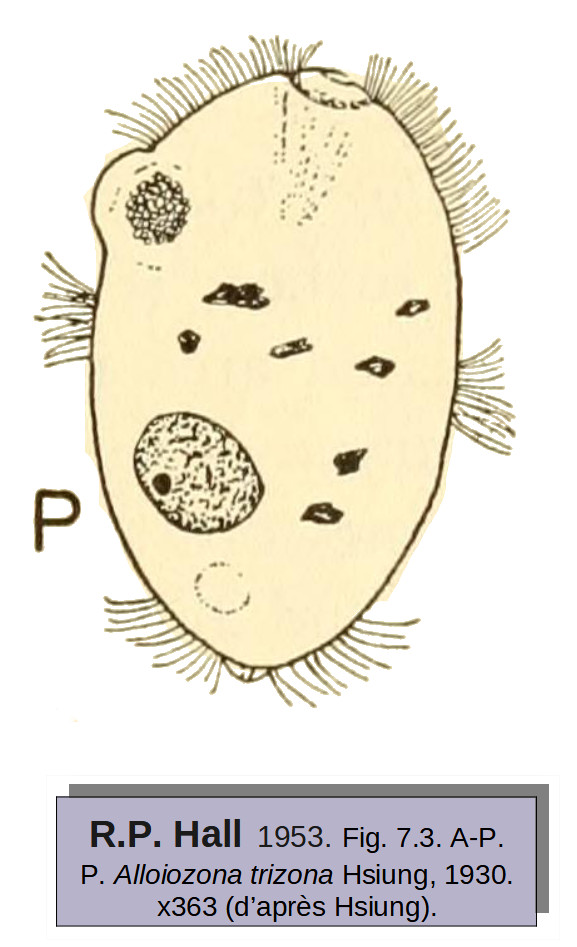
Alloiozona trizona
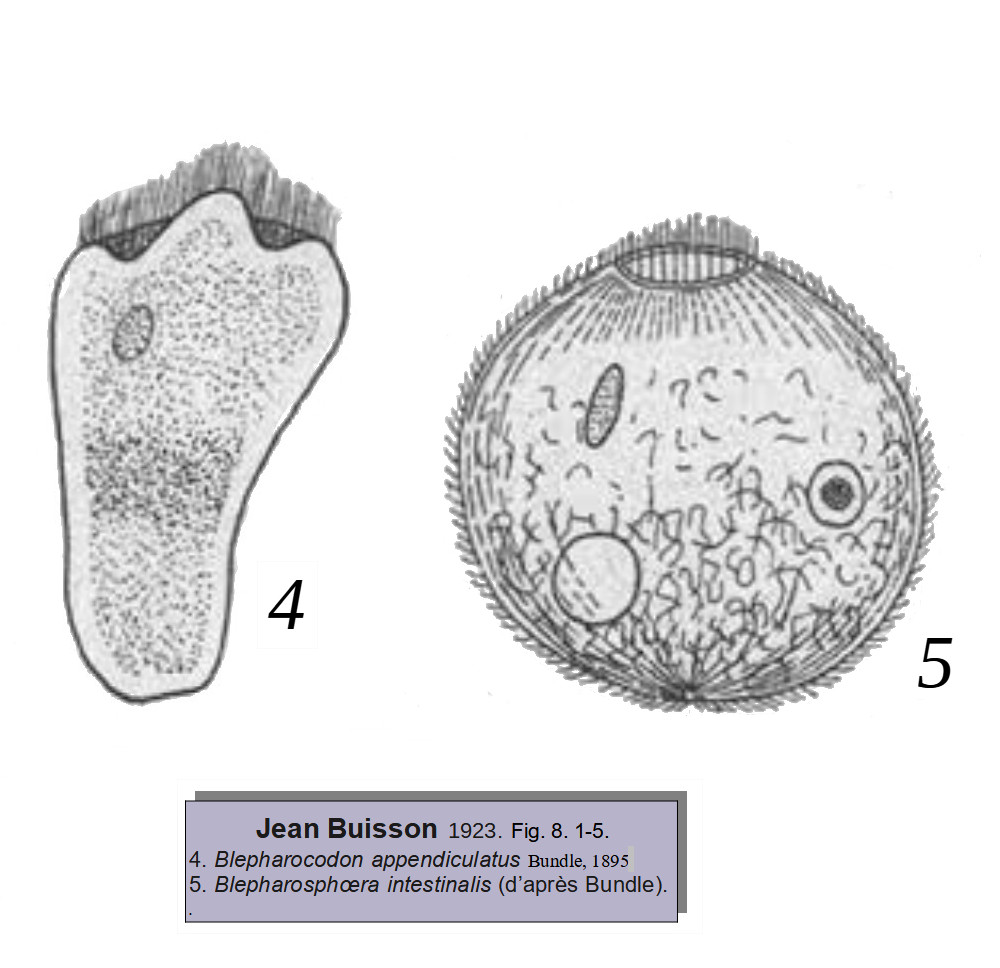
Blepharocodon  appendiculatus B. intestinalis
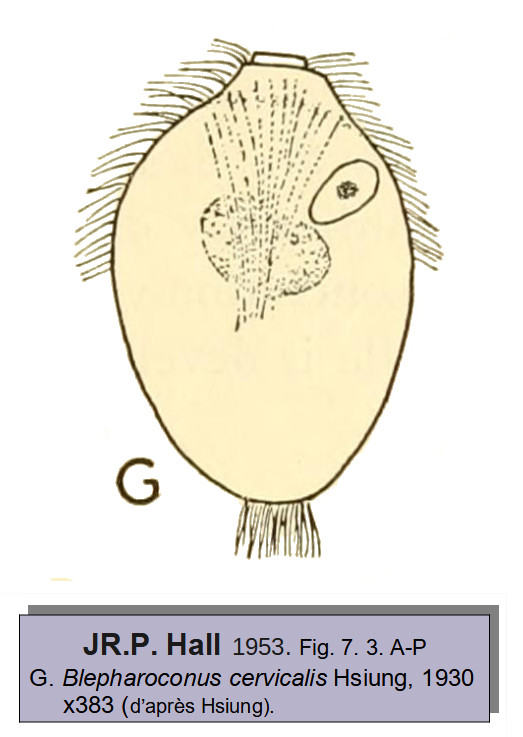
Blepharoconus cervicalis
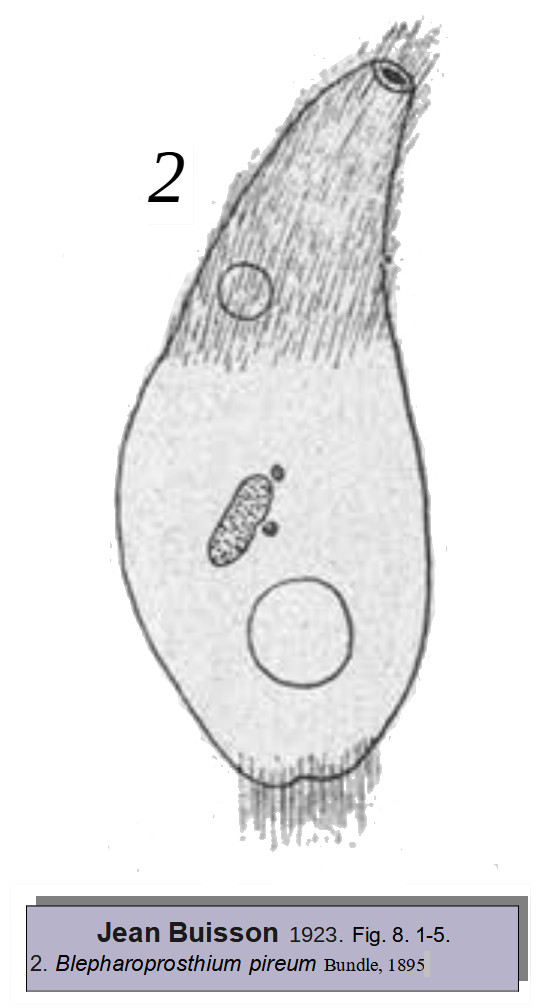
Blepharoprosthium pireum
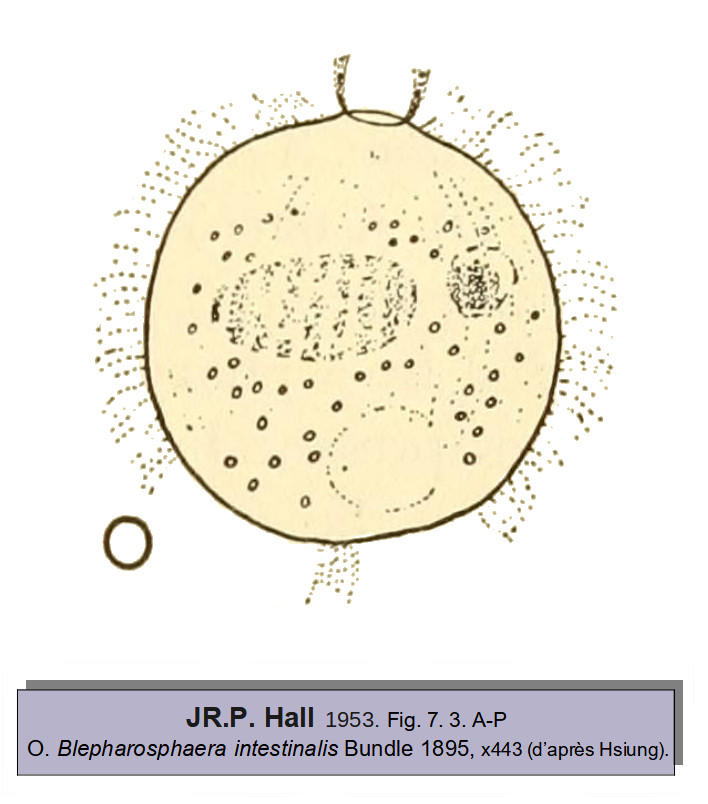
Blepharosphaera intestinalis
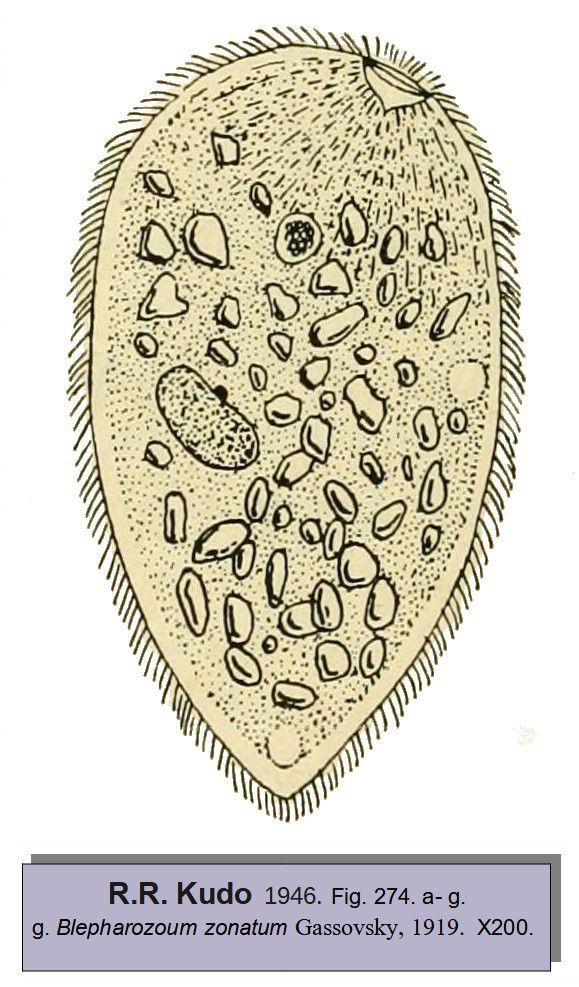
Blepharozoum zonatum
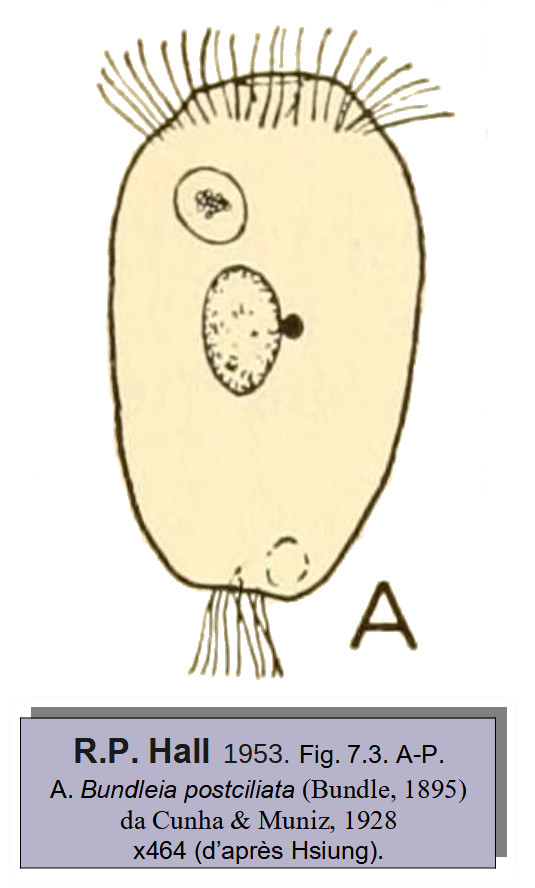
Bundleia postciliata
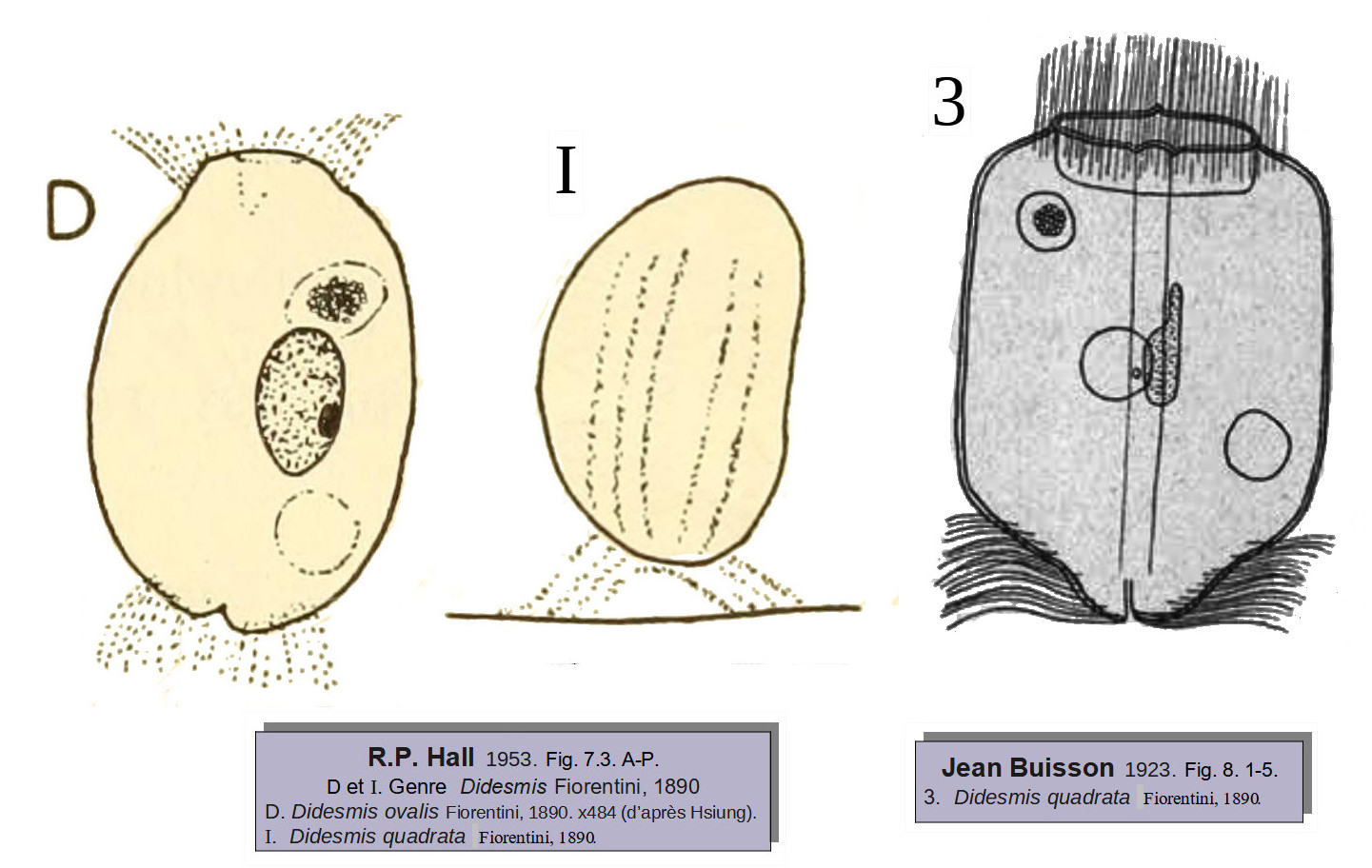
Didesmis ovalis Didesmis quadrata
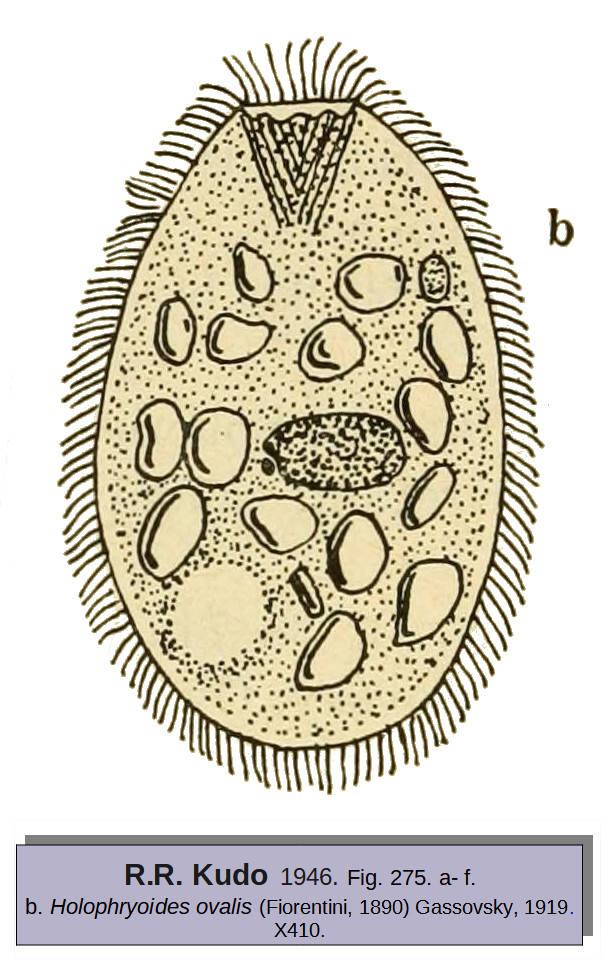
Holophryoides ovalis
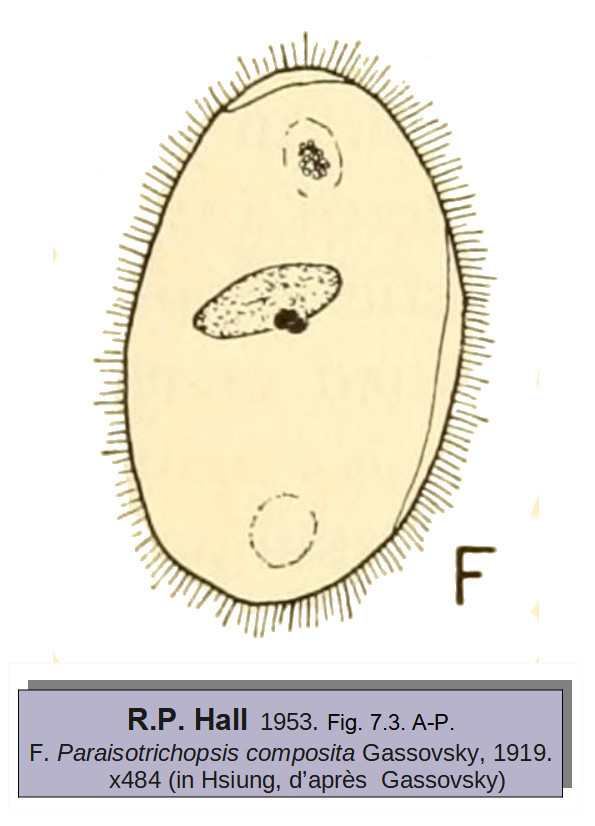
Paraisotrichopsis composita
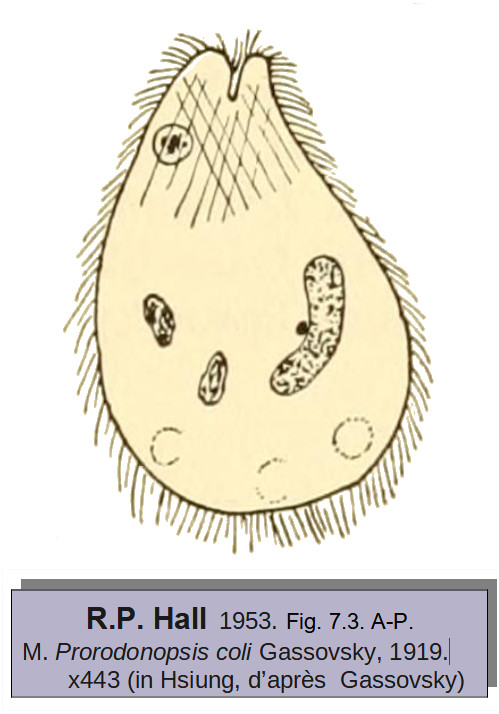
Prorodonopsis coli
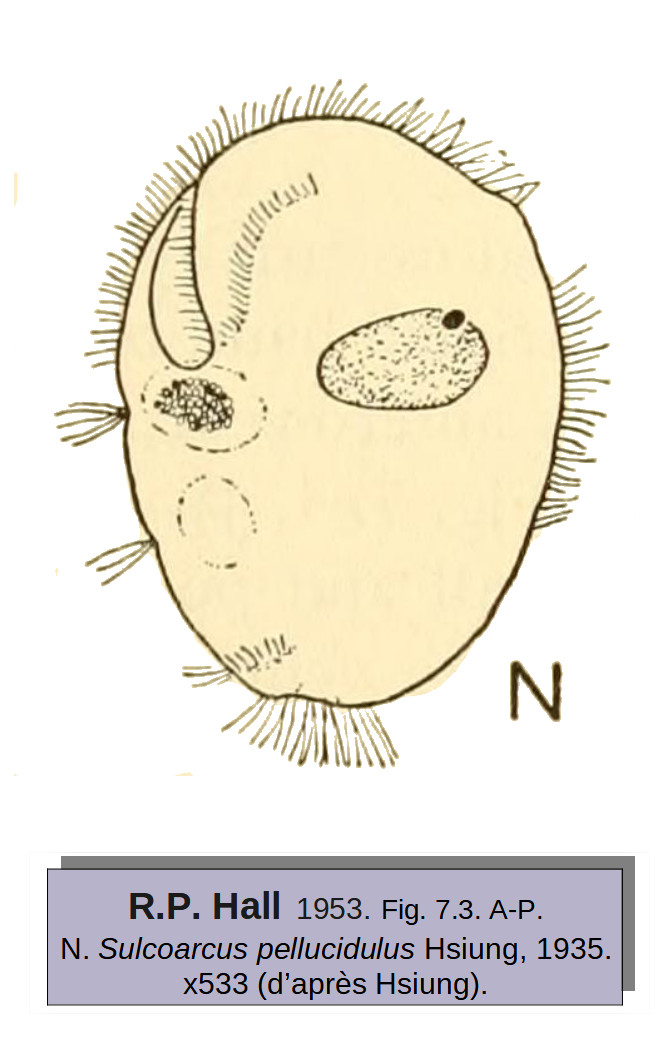
Sulcoarcus pellucidulus

## Habitat
Les Buetschliidae vivent en milieu terrestre, comme endocommensaux des vertébrés, généralement chez les chevaux et les chameaux, mais aussi chez les rongeurs, les hippopotames et parfois les ruminants.

## Liste des genres
Selon GBIF (4 septembre 2024) :
- Alloiozona Hsiung, 1930
- Blepharoconus Gassovsky, 1919
- Blepharoprosthium Bundle, 1895
- Buetschlia Schuberg, 1888 genre type
  - Espèce type : Buetschlia parva Schuberg, 1888
- Buetschliella Awerinzew, 1908[3]
- Buetschliellopsis Puytorac, 1954[3]
- Bundleia Cunha & Muniz, 1928
- Butschlia : nom incorrect pour Buetschlia[3]
- Butschliella : nom incorrect pour Buetschliella[3]
- Butschliellopsis : nom incorrect pour Buetschliellopsis[3]
- Cucurbella Thurston & Grain, 1971
- Didesmis Fiorentini, 1890
- Hsiungella Imai, 2001
- Hsiungia Imai, 1988
- Meiostoma Sandon, 1941
- Polymorphella Corliss, 1960
- Wolskana Ito, Imai, Ogimoto & Nakahara, 1996

Selon Lynn(2010) :
- Alloiozona Hsiung, 1930
- Ampullacula Hsiung, 1930
- Amylophorus Pereira & Almeida, 1942
- Blepharocodon Bundle, 1895
- Blepharoconus Gassovsky, 1919
- Blepharomonas Kopperi, 1937
- Blepharoplanum Kopperi, 1937
- Blepharoposthium Bundle, 1895
- Blepharosphaera Bundle, 1895
- Blepharozoum Gassovsky, 1919
- Buetschlia Schuberg, 1888 - genre type
- Buissonella de Cunha & Muniz, 1925
- Bundleia da Cunha & Muniz, 1928
- Cucurbella Thurston & Grain, 1971
- Didesmis Fiorentini, 1890
- Hemiprorodon Strelkow, 1939
- Holophryoides Gassovsky, 1919
- Holophryozoon Jirovec, 1933
- Hsiungella Imai in Aescht, 2001
- Kopperia Corliss, 1960
- Levanderella Kopperi, 1937
- Meiostoma Sandon, 1941
- Parabundleia Imai & Ogimoto, 1983
- Paraisotrichopsis Gassovsky, 1919
- Pingius Hsiung, 1932
- Plexobundleia Kornilova, 2005
- Polymorphella Corliss, 1960
- Prorodonopsis Gassovsky, 1919
- Protolutzia da Cunha & Muniz, 1925
- Pseudobuetschlia Jirovec, 1933
- Sciurula Corliss, 1960
- Sulcoarcus Hsiung, 1935
- Wolskana Ito, Imai, Ogimoto, & Nakahara, 1996

## Systématique
Le nom valide de ce taxon est Buetschliidae Poche, 1913.
La famille des Buetschliidae a pour synonymes :
- la sous-famille des Blepharoconinae ;
- la sous-famille des Didesminae ;
- la famille des Paraisotrichopsidae ;
- la sous-famille des Polymorphellinae ;
- la famille des Sulcoarcidae.